# Cryphia raddei
Cryphia raddei är en fjärilsart som beskrevs av Charles Boursin 1953. Cryphia raddei ingår i släktet Cryphia och familjen nattflyn. Inga underarter finns listade i Catalogue of Life.